# Ugolino III Trinci
Ugolino III Trinci (... – 1415) è stato un nobile italiano, signore di Foligno.

## Biografia
Figlio di Trincia Trinci, fu Gonfaloniere di Giustizia e capitano del popolo di Foligno, a partire dal 1386. Egli succedette al fratello Corrado II Trinci e ricevette il titolo di vicario apostolico dal papa, nel 1405. Sposò Costanza Orsini, figlia di Aldobrando, conte di Pitigliano.
Ugolino fu anche amico del condottiero perugino Andrea Fortebraccio, a capo della vicina città sin dal 1416. Egli restaurò e rinnovò in parte anche la residenza cittadina, il Palazzo Trinci.
I suoi figli Bartolomeo, Corrado e Niccolò gli succedettero nel governo della signoria.

## Ascendenza
|                                        |                                             |                                        | Genitori                                |  |  | Nonni |  |  | Bisnonni                         |  |  | Trisnonni      |  |
|                                        |                                             |                                        |                                         |  |  |       |  |  | Nallo Trinci, signore di Foligno |  |  | Trincia Trinci |  |
|                                        |                                             |                                        |                                         |  |  |       |  |  | Nallo Trinci, signore di Foligno |  |  | Trincia Trinci |  |
|                                        |                                             | Caterina Ranieri                       |                                         |  |  |       |  |  | Nallo Trinci, signore di Foligno |  |  |                |  |
| Ugolino II Trinci, signore di Foligno  |                                             |                                        |                                         |  |  |       |  |  | Nallo Trinci, signore di Foligno |  |  |                |  |
|                                        |                                             | Chiara Gabrielli                       | Cante Gabrielli, signore di Gubbio      |  |  |       |  |  |                                  |  |  |                |  |
|                                        |                                             | Chiara Gabrielli                       | Cante Gabrielli, signore di Gubbio      |  |  |       |  |  |                                  |  |  |                |  |
|                                        |                                             | Chiara Gabrielli                       | …                                       |  |  |       |  |  |                                  |  |  |                |  |
| Trincia Trinci, signore di Foligno     |                                             | Chiara Gabrielli                       |                                         |  |  |       |  |  |                                  |  |  |                |  |
|                                        |                                             | Petruccio Montemarte, conte di Corbara | Pietro Montemarte                       |  |  |       |  |  |                                  |  |  |                |  |
|                                        |                                             | Petruccio Montemarte, conte di Corbara | Pietro Montemarte                       |  |  |       |  |  |                                  |  |  |                |  |
|                                        |                                             | Petruccio Montemarte, conte di Corbara | Angiola Montemelini                     |  |  |       |  |  |                                  |  |  |                |  |
| Vittoria Montemarte                    |                                             | Petruccio Montemarte, conte di Corbara |                                         |  |  |       |  |  |                                  |  |  |                |  |
|                                        |                                             | Giovanna d'Alviano                     | Ugolinuccio, signore d'Alviano          |  |  |       |  |  |                                  |  |  |                |  |
|                                        |                                             | Giovanna d'Alviano                     | Ugolinuccio, signore d'Alviano          |  |  |       |  |  |                                  |  |  |                |  |
|                                        |                                             | Giovanna d'Alviano                     | Petruccia Montemarte                    |  |  |       |  |  |                                  |  |  |                |  |
| Ugolino III Trinci, signore di Foligno |                                             | Giovanna d'Alviano                     |                                         |  |  |       |  |  |                                  |  |  |                |  |
|                                        | Aldobrandino II d'Este, marchese di Ferrara | Obizzo II d'Este, marchese di Ferrara  |                                         |  |  |       |  |  |                                  |  |  |                |  |
|                                        | Aldobrandino II d'Este, marchese di Ferrara | Obizzo II d'Este, marchese di Ferrara  |                                         |  |  |       |  |  |                                  |  |  |                |  |
|                                        | Aldobrandino II d'Este, marchese di Ferrara | Jacopina Fieschi                       |                                         |  |  |       |  |  |                                  |  |  |                |  |
| Nicolò I d'Este, marchese di Ferrara   | Aldobrandino II d'Este, marchese di Ferrara |                                        |                                         |  |  |       |  |  |                                  |  |  |                |  |
|                                        |                                             | Alda Rangoni                           | Tobia Rangoni, podestà di Reggio Emilia |  |  |       |  |  |                                  |  |  |                |  |
|                                        |                                             | Alda Rangoni                           | Tobia Rangoni, podestà di Reggio Emilia |  |  |       |  |  |                                  |  |  |                |  |
|                                        |                                             | Alda Rangoni                           | Caracosa Meli Lupi                      |  |  |       |  |  |                                  |  |  |                |  |
| Giacoma d'Este                         |                                             | Alda Rangoni                           |                                         |  |  |       |  |  |                                  |  |  |                |  |
|                                        |                                             | Guido Gonzaga, signore di Mantova      | Luigi I Gonzaga, signore di Mantova     |  |  |       |  |  |                                  |  |  |                |  |
|                                        |                                             | Guido Gonzaga, signore di Mantova      | Luigi I Gonzaga, signore di Mantova     |  |  |       |  |  |                                  |  |  |                |  |
|                                        |                                             | Guido Gonzaga, signore di Mantova      | Richilda Ramberti                       |  |  |       |  |  |                                  |  |  |                |  |
| Beatrice Gonzaga                       |                                             | Guido Gonzaga, signore di Mantova      |                                         |  |  |       |  |  |                                  |  |  |                |  |
|                                        |                                             | Agnese Pico                            | Francesco I Pico, signore di Mirandola  |  |  |       |  |  |                                  |  |  |                |  |
|                                        |                                             | Agnese Pico                            | Francesco I Pico, signore di Mirandola  |  |  |       |  |  |                                  |  |  |                |  |
|                                        |                                             | Agnese Pico                            | Beatrice della Rosa da Sassuolo         |  |  |       |  |  |                                  |  |  |                |  |
|                                        |                                             | Agnese Pico                            |                                         |  |  |       |  |  |                                  |  |  |                |  |